# Касадо, Сехисмундо
Сехисмундо Касадо Лопес (10 октября 1893, Сеговия, Кастилия и Леон — 18 декабря 1968, Мадрид) — офицер сухопутных войск Второй Испанской Республики во время гражданской войны в Испании, командир Республиканской испанской армии в 1939 году.
Вместе с Хулианом Бестейро, членом генеральных кортесов и социалистом, в 1939 году Касадо осуществил государственный переворот против правительства премьер-министра Хуана Негрина, заявив, что Негрин хочет захвата власти коммунистами. Попытки республиканцев, верных Негрину, восстановить контроль над Мадридом, потерпели неудачу, а их руководители были расстреляны. Попытки Касадо договориться о мире с генералом Франко потерпели неудачу: последний настаивал на безоговорочной капитуляции, которая произошла всего через несколько недель после переворота, в конце марта 1939 года. Касадо со сторонниками отправился в изгнание в Великобританию, оттуда Венесуэлу и не возвращался в Испанию до 1961 года.

## Ранние годы
Сын военного, Касадо поступил в Королевскую кавалерийскую академию в Вальядолиде в возрасте 15 лет. Он сделал быструю карьеру и к 1936 году имел звание майора. К моменту мятежа 1936 года он занимал пост главы военной канцелярии президента Мануэля Асанья, созданного при Второй испанской республике.

## Гражданская война в Испании
После начала гражданской войны в Испании Касадо помог разработать тактику Испанской республиканской армии в центральной части Испании. Он участвовал в обороне Мадрида и битве при Хараме. Был произведен в полковники в 1938 году и сражался в ходе Брунетской операции. В 1938 году был командиром одного армейского корпуса (из пяти) в центральной зоне республики. В 1939 году ему было поручено командование республиканской центральной армией.

### Переворот Касадо и конец войны
5 марта 1939 года Касадо, под предлогом того, что премьер-министр Хуан Негрин якобы планировал передать власть коммунистам, осуществил государственный переворот при поддержке Хулиана Бестейро, лидера Испанской социалистической рабочей партии, и разочаровавшихся анархистских лидеров. Они учредили Совет национальной обороны (Consejo Nacional de Defensa), в котором объединились противники Негрина.
Генерал Хосе Миаха в Мадриде присоединился к восстанию 6 марта, приказав арестовать коммунистов в городе. Негрин бежал во Францию 6 марта. Но Луис Барсело, командующий 1-м корпусом Армии Центра, отказался поддержать переворот и попытался восстановить контроль над столицей. Его войска вошли в Мадрид, и в течение нескольких дней в столице шли ожесточенные бои. Анархистским войскам во главе с Сиприано Мера удалось разгромить 1-й корпус, а Барсело захватили и казнили.
Касадо пытался договориться о мирном урегулировании с генералом Франсиско Франко, 9 сентября избранным главой так называемого «национального» правительства и выступавшего против республиканцев. Его поддерживала не только группа верхних военных чинов, но и реальная сила: 14 тысяч офицеров и 150 тысяч нижних чинов. Франко отказался от чего-либо меньшего, чем безоговорочная капитуляция. Выжившие члены республиканской армии больше не желали воевать. Националистическая армия вступила в Мадрид практически без сопротивления 28 марта 1939 года.

## После войны
Касадо бежал в Валенсию, где в конце марта поднялся на борт британского корабля и отправился в изгнание в Венесуэлу. Он оставался в изгнании в Венесуэле до 1961 года, затем вернулся в Испанию.
Касадо, по сообщениям, умер в больнице в Мадриде.